# Baìo
La baìo è una festa tradizionale che si svolge solitamente ogni cinque anni (la prossima edizione nel 2028) nel comune di Sampeyre, in Valle Varaita, nella provincia di Cuneo, nelle prime settimane di febbraio. È una delle più importanti e antiche feste tradizionali delle Alpi italiane.

## Le origini e la tradizione
Le origini di questa festa sono molto antiche, risalenti attorno al 975 o al 980, quando le squadre di saraceni che erano penetrate nella valle per saccheggiarla vennero scacciate dalla popolazione locale. La festa è quindi commemorazione della cacciata degli invasori musulmani, anche se alcuni hanno messo in dubbio quest'ipotesi, forse diffusa nel XVIII secolo per ragioni turistiche.
La Baìo è composta da quattro cortei (o "eserciti"), provenienti dal capoluogo e da tre sue frazioni: Sampeyre (Piasso), Rore (Rure), Calchesio (Ciucieis), e Villar (Vilà).
Per tradizione ai cortei partecipano solo gli uomini di ogni borgata, esibendosi con i complicati costumi realizzati dalle donne del borgo e interpretando anche i ruoli femminili.
Il momento di comunicazione più profondo tra pubblico e interpreti è il ballo, dove si suonano solo balli tradizionali. La Valle Varaita è infatti considerata, con la Vermenagna, un importante centro del mantenimento e della riscoperta delle tradizioni occitane, dove si sono conservati molti balli tradizionali e gran parte del folklore musicale; così, al suono dei violini, delle fisarmoniche, degli organetti e dei clarinetti, i festanti si esibiscono nella courento, nella gigo, nella curento, nella courento di custiole, nella countrodanso, nella tresso, nella bureo d'San Martin, nel mulinet', nella vieio, nella meschio e nella cadrio.

## Il copione
Le uscite e gli incontri delle diverse Baìo seguono un copione preciso dettato dalla tradizione:
- la seconda domenica precedente al giovedì grasso i quattro cortei sfilano nella propria borgata, tranne la Baìo di Calchesio che si reca a Sampeyre per incontrare il corteo di Piasso;
- la domenica seguente le varie Baìo partono alla volta di Sampeyre dove avviene l'incontro solenne: gli Abà si scambiano un saluto con le spade, e sfilano fino alla piazza dove si formano quattro gruppi di ballo con i rispettivi suonatori;
- durante la processione del corteo si incontrano delle barriere formate da tronchi che simboleggiano gli ostacoli lasciati dai saraceni durante la fuga: esse vengono abbattute dai sapeurs ("zappatori", in occitano, e "guastatore", in francese) con delle asce e si svolgono ballo e rinfresco;
- nel giorno del giovedì grasso, tutte le Baìo a eccezione di quella del Villar sfilano nuovamente a Sampeyre per poi tornare alla propria borgata, dove avviene la chiusura della festa con il processo al tesoriere. Egli, infatti, cerca di scappare con la cassa grazie all'aiuto di un segretario, ma viene tradizionalmente acciuffato e processato: graziati dalle baìo di Sampeyre, Rore e Calchesio, a Villar vengono giustiziati.

## I personaggi

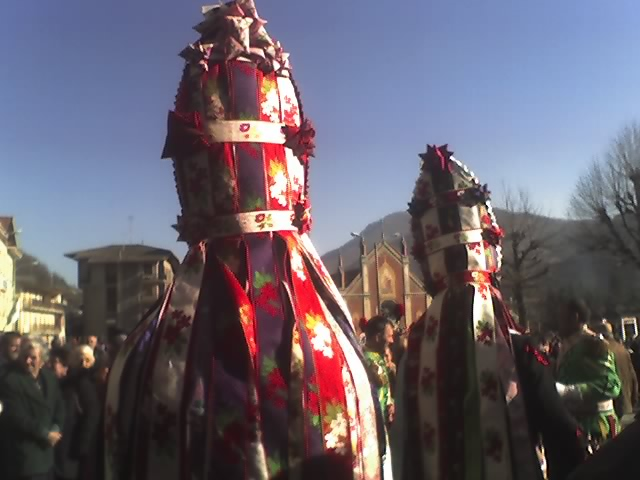
Uzouart di Rore

- Cavalìe (cavalieri) – rappresentano la cavalleria dei valligiani, e aprono il corteo di Calchesio e Sampeyre
- Tambourn majour – guida il corteo di Calchesio e Villar, muovendo un lungo bastone a tempo di musica;
- Arlequin – è il "servizio d'ordine" della Bahìo, che deve tenere indietro la gente spaventandola in modo burlesco per impedire che intralci il corteo;
- Sarazine – bambine che fanno roteare un fazzoletto bianco come segnale in codice per l'esercito di liberazione, interpretate dai bambini più piccoli
- Segnourine (signorine) – vestite di bianco per simboleggiare la fine della schiavitù dai saraceni, sono interpretate dai ragazzi di età tra i 10 e i 16 anni;
- Tambourin (tamburini) – chiamano a raccolta il corteo e ne scandiscono il ritmo di marcia, e nel Villar è presente anche un suonatore di timballo;
- Sapeur – armati di asce, abbattono le barriere di tronchi lasciate dai saraceni in fuga;
- Grec (greci) – presenti nei cortei di Rore, Sampeyre e Calchesio, sono i giovani dai 17 ai 30 anni che interpretano i prigionieri greci, liberati dai valligiani. È il ruolo meno vincolato della festa;
- Escarlinìe –  rappresentano la fanteria dei valligiani, e sono armati di mazze ornate con edera, nastri colorati e campanellini;
- Espous (sposi) –  coppie di giovani sposi, che si limitano a una sola per il corteo di Rore;
- Segnouri (signori) – sono i benestanti del paese che ora possono girare liberamente senza paura dei saccheggi dei saraceni, parte dei cortei di Rore, Sampeyre e Villar;
- Sounadour (suonatori) – sono i musicisti del corteo che suonano per il ballo, occasionalmente anche per più di ventiquattro ore consecutive;
- Uzuart – sono le guardie che scortano gli Alum, armati di spada o fucile;
- Granatìe – scortano i Tezourìe e li giustiziano, sono presenti solo al Villar;
- Morou (i neri) e Turc – i primi viaggiano a dorso di mulo o asino e sono prigionieri liberati dei saraceni, i secondi sono prigionieri saraceni, viaggiano incatenati a piedi e sono presenti solo a Sampeyre;
- Viéi e Viéio (il vecchio e la vecchia) – sono i personaggi che chiudono il corteo in modo ridicolo, ansimando e fingendo di non riuscire a tenere il passo. Sono vestiti di stracci e portano una culla con dentro un bambino (una bambola) e un fiascone di vino;
- Cantinìe (cantiniere) – corre su e giù per il corteo accertandosi che a nessuno manchi da bere.

### Gli Alum e gli Abà
Gli Alum rappresentano lo stato maggiore della Baìo, e vengono eletti ogni cinque anni. Ogni volta che una Baìo si conclude vengono eletti due elementi il cui scopo è quello di fare "carriera", che viene intesa come una carriera militare il cui avanzamento è automatico a ogni manifestazione. I due nuovi Alum iniziano con il grado di Tenent (tenente) a Sampeyre, Calchesio e Villar, mentre a Rore viene chiamato Soutportobandiero (sottoportabandiera). Nell'arco di dieci anni i due nuovi Alum diventeranno Portobandiero (portabandiera) e infine Abà, cioè comandanti dell'esercito e organizzatori della festa, con la responsabilità di girare di casa in casa ogni sera nei mesi precedenti la festa, e accordarsi con ogni famiglia sui ruoli da ricoprire. Dopo essere stati Abà, i due diventano Segretari (incaricati di tenere un registro sulla Bahìo e verbalizzare quanto di importante ci sia da tenere) e Tezourìe (tesorieri, incaricati di gestire la cassa della festa). Una volta terminata la carriera, essi sono liberi di interpretare un altro ruolo o iniziare una nuova carriera.